# Gérard Brault
Gérard Brault (Paris 16e arrondissement de Paris, 29 avril 1922 - Cannes, 6 mars 2004) est un résistant français, opérateur radio durant la Seconde Guerre mondiale, qu'il termine au grade de sous-lieutenant.

## Biographie
Né le 29 avril 1922 à Paris, Gérard Brault rejoint Londres et le général de Gaulle dès le 25 juin 1940. Affecté au BCRA, il est parachuté en France, près de Montluçon, le 3 (ou 5) juin 1942, en compagnie de Paul Schmidt, dont il est l'opérateur radio. Il a alors pour nom de code "Crab Minor", "Kim W" ou "Gédéon" (selon les sources), et travaille avec Jean Holley, alias "Léo W", qui est le second radio de Paul Schmidt. Une fois arrivés, leur première mission est de trouver de nouveaux terrains pour le parachutage de nouveaux résistants en provenance de Londres, en collaboration avec le réseau Libération.
Néanmoins, l'opérateur radio de Jean Moulin, Joseph Monjaret, ayant été mis à disposition du réseau Franc-Tireur, Gérard Brault gère à lui tout seul les communications de Georges Bidault, Jean Moulin, Raymond Fassin et de son véritable "collègue", Paul Schmidt. Il est alors surmené, passant parfois jusqu'à plus de six heures par jour en communication radio, et prenant aussi d'énormes risques. Ceux-ci le conduisent d'ailleurs à être appréhendé : repéré par la radiogoniométrie allemande, il est finalement arrêté à son appartement de Lyon le 15 (ou 16) octobre 1942, par la police française, alors qu'il est en communication avec Londres. Avant d'être interpellé, il prend le temps de déclarer « Police, police, police, ... » dans le combiné, afin de prévenir de sa capture. Il est alors interné à la prison secrète de Castres, dont il parvient à s'échapper le 30 juin 1943. Pour ceci, il obtient l'aide de Anne-Marie Bauer, qui convainc l'un des gardes, Maurice Roschbach, de l'aider à s'évader, en échange de quoi il est lui aussi ramené en Angleterre,. 
Il passe alors par l'Ain, Blida et Gibraltar, et de retour à Londres au printemps 1944, Gérard Brault souhaite repartir immédiatement en France, ce qui lui est interdit. En effet, les autorités françaises et allemandes ont diffusé son signalement, et il ne peut donc passer inaperçu. Il réclame alors une intervention de chirurgie esthétique, et une fois celle-ci terminée, est bien vite de retour en France. Il est ainsi parachuté dans la nuit du 11 avril 1944 à Saint-Souplet-sur-Py, afin de constituer un maquis dans les Ardennes, en collaboration avec d'autres grands noms de la Résistance.
Après avoir longtemps vécu à Cannes, Gérard Brault meurt finalement en 2004.